# نادي العلوم والتكنولوجيا
نادي العلوم والتكنولوجيا الرياضي هو نادي كرة قدم عراقي تأسس 27 أيار 2011 في بغداد
 يوافق تاريخ تأسيس النادي رحيل اللاعب العراقي المعروف عمو بابا ، يلعب النادي في دوري الدرجة الأولى العراقي.